# Richard Alpert

Richard Alpert

Richard Alpert este unul dintre personajele principale ale serialului de televiziune Lost. El este interpretat de actorul Nestor Carbonell. Richard a apărut prima dată în Seria 3, ca invitat special în episodul Not in Portland. Pentru sezonul șase, el va juca un rol principal. Alpert este consilier al șefului Celorlalți. Este cel mai vechi membru al Celorlalți și nu îmbătrânește.